# Woumen
Woumen (vls. Woomn) – dzielnica (deelgemeente) miasta Diksmuide w Belgii, w Regionie Flamandzkim, w prowincji Flandria Zachodnia, w okręgu Diksmuide. 1 stycznia 2020 roku liczyła 1302 mieszkańców. Do 31 grudnia 1976 samodzielna gmina. 

## Demografia
Liczba mieszkańców, stan na 1 stycznia:
| Rok                | 1930 | 1947 | 1961 | 2020 |
| ------------------ | ---- | ---- | ---- | ---- |
| Liczba mieszkańców | 2842 | 2985 | 2889 | 1302 |